# Homophysodes morbidalis
Homophysodes morbidalis là một loài bướm đêm trong họ Crambidae.